# Canton de Saint-Paul-Trois-Châteaux
Le canton de Saint-Paul-Trois-Châteaux est une ancienne division administrative française située dans le département de la Drôme, dans l'arrondissement de Nyons. À la suite du nouveau découpage territorial du département de la Drôme entré en vigueur à l'occasion des élections départementales de mars 2015, toutes les communes du canton se retrouvent rattachées au nouveau canton du Tricastin à l'exception des communes de Bouchet, La Baume-de-Transit, Montségur-sur-Lauzon et Tulette qui sont, pour leur part, rattachées au nouveau canton de Grignan.

## Composition
| Nom                                   | Code Insee | Intercommunalité                       | Superficie (km2) | Population (dernière pop. légale) | Densité (hab./km2) |
| ------------------------------------- | ---------- | -------------------------------------- | ---------------- | --------------------------------- | ------------------ |
| Saint-Paul-Trois-Châteaux (chef-lieu) | 26324      | CC Drôme Sud Provence                  | 22,04            | 8 944 (2014)                      | 406                |
| Bouchet                               | 26054      | CC Drôme Sud Provence                  | 11,89            | 1 409 (2014)                      | 119                |
| Clansayes                             | 26093      | CC Drôme Sud Provence                  | 14,47            | 509 (2014)                        | 35                 |
| La Baume-de-Transit                   | 26033      | CC Drôme Sud Provence                  | 12,05            | 852 (2014)                        | 71                 |
| Montségur-sur-Lauzon                  | 26211      | CC Enclave des Papes - Pays de Grignan | 18,24            | 1 259 (2014)                      | 69                 |
| Rochegude                             | 26275      | CC Drôme Sud Provence                  | 18,30            | 1 563 (2014)                      | 85                 |
| Saint-Restitut                        | 26326      | CC Drôme Sud Provence                  | 14,48            | 1 368 (2014)                      | 94                 |
| Solérieux                             | 26342      | CC Drôme Sud Provence                  | 8,55             | 336 (2014)                        | 39                 |
| Suze-la-Rousse                        | 26345      | CC Drôme Sud Provence                  | 30,60            | 2 042 (2014)                      | 67                 |
| Tulette                               | 26357      | CC Drôme Sud Provence                  | 23,53            | 1 944 (2014)                      | 83                 |

## Histoire
- Le canton de Saint-Paul-Trois-Châteaux a été créé en 1839 (ordonnance du 12 mars 1839), en renommant le Canton de Pierrelatte.
- Le canton a disparu après les élections départementales de 2015, à la suite du redécoupage des cantons du département[1].

## Administration: conseillers généraux de 1839 à 2015
| Période | Période      | Identité                                        | Étiquette            | Qualité |
| ------- | ------------ | ----------------------------------------------- | -------------------- | --- |
| 1839    | 1845         | Claude François Eymard (1772-1859)              |                      | Propriétaire à Pierrelatte Ancien Préfet |
| 1845    | 1861         | Baron Henri de Chansiergues du Bord (1810-1878) |                      | Propriétaire, maire de Saint-Paul-Trois-Châteaux |
| 1861    | 1864         | Baron Eugène Garnier de Labareyre (1799-1867)   |                      | Général de brigade commandant le département de la Drôme Maire de Saint-Marcel-lès-Valence Président du Conseil Général                                                  |
| 1864    | 1870         | Baron Henri de Chansiergues du Bord             |                      | Maire de Saint-Paul-Trois-Châteaux |
| 1870    | 1871         | Victor Faibie                                   |                      | Vétérinaire, maire de Tulette |
| 1871    | 1886         | César Malens                                    | Républicain          | Avocat à Valence Député (1871-1876) Sénateur (1876-1885) Président du Conseil Général                                                                                    |
| 1886    | 1919         | Désiré Carpentras                               | Républicain          | Minotier Maire de Suze-la-Rousse (1870-1874, 1876-1919) |
| 1920    | 1934         | André Escoffier                                 | Radical              | Avocat, maire de Vinsobres Député (1919-1928) |
| 1934    | 1940         | Georges Fontaine (1888-1961)                    | SFIO                 | Médecin, maire de Saint-Paul-Trois-Châteaux (1956-1959) |
|         |              |                                                 |                      | |
| 1942    | 1944 (décès) | Gaston Pivet (1891-1944)                        | Radical              | Négociant en grains à Tulette Conseiller d'arrondissement Nommé conseiller départemental en 1942                                                                         |
|         |              |                                                 |                      | |
| 1945    | 1958 (décès) | Emile Chazalon (1873-1958)                      | Rad.                 | Ancien résistant Maire de Saint-Restitut Président du Conseil général (1951-1956)                                                                                        |
| 1958    | 2001         | Henri Michel                                    | DVG puis CIR puis PS | Viticulteur puis directeur commercial, ancien résistant Maire de Suze-la-Rousse (1959-1995) Député (1971-1993)                                                           |
| 2001    | 2015         | Fabien Limonta                                  | RPR puis UMP         | Chef d'entreprise Conseiller municipal de Saint-Paul-Trois-Châteaux Suppléant du député Hervé Mariton Député (avril à juin 2007) Elu en 2015 dans le Canton du Tricastin |

## Conseillers d'arrondissement (1839 à 1940)
Le canton de St-Paul-Trois-Châteaux avait deux conseillers d'arrondissement.
| Période                                  | Période          | Identité                                  | Étiquette           | Qualité |
| ---------------------------------------- | ---------------- | ----------------------------------------- | ------------------- | --- |
| 1839                                     | 1842             | Louis Thune                               |                     | Médecin à Saint-Paul-Trois-Châteaux                                                                         |
| 1839                                     | 1842             | Maurice Thune                             |                     | Médecin à Saint-Paul-Trois-Châteaux                                                                         |
| 1842                                     | 1848             | Auguste Fabry (1796-1877)                 |                     | Propriétaire à Pierrelatte                                                                                  |
| 1842                                     | 1848             | Comte des Isnards                         |                     | Propriétaire à Suze-la-Rousse                                                                               |
| 1848                                     | 1852             | M. Pradelle                               |                     | Propriétaire à Pierrelatte                                                                                  |
| 1848                                     | 1852             | Joseph François Gaydan                    |                     | Notaire, maire de Suze-la-Rousse                                                                            |
| 1852                                     | 1858             | Jean-Baptiste Habault                     |                     | Notaire à Suze-la-Rousse                                                                                    |
| 1852                                     | 1856             | François Antoine Hilarion Timoléon Meynot |                     | Notaire - Propriétaire à Donzère Elu dans le Canton de Pierrelatte en 1856                                  |
| 1856                                     | 1886             | M. Pradelle                               |                     | Propriétaire à Saint-Paul-Trois-Châteaux                                                                    |
| 1864                                     | 1867 (démission) | M. Moreau de Belley                       |                     | Maire de Tulette                                                                                            |
| 1867                                     | 1870             | Ambroise Hippolyte Plantin                | Républicain         | Docteur en médecine à Suze-la-Rousse puis à Tulette                                                         |
| 1870                                     | 1886             | Désiré Carpentras                         | Républicain         | Maire de Suze-la-Rousse                                                                                     |
| 1886                                     | 1892             | Etienne-Nazaire Tranchier (1820-1895)     |                     | Capitaine en retraite à Saint-Paul-Trois-Châteaux                                                           |
| 1886                                     | 1919             | Ambroise Hippolyte Plantin (1819-?)       | Républicain puis RG | Docteur en médecine à Suze-la-Rousse                                                                        |
| 1892                                     | 1901             | Octave Valette                            | Républicain         | Maire de Saint-Paul-Trois-Châteaux                                                                          |
| 1901                                     | 1911 (décès)     | Edouard Chauveinc                         |                     | Entrepreneur à Saint-Paul-Trois-Châteaux                                                                    |
| 1912                                     | 1940             | Émile Daniel (1865-?)                     | Radical             | Agriculteur, maire de Clansayes                                                                             |
| 1919                                     | 1925             | M. Labaume                                |                     | Propriétaire à Suze-la-Rousse                                                                               |
| 1925                                     | 1937             | Paul-Justin Castellan                     |                     | Agriculteur, adjoint au maire de Tulette                                                                    |
| 1937                                     | 1940             | Gaston Pivet                              | Radical             | Négociant en grains à Tulette                                                                               |
| 1940                                     |                  |                                           |                     | Les conseils d'arrondissement ont été suspendus par la loi du 12 octobre 1940 et n'ont jamais été réactivés |
| Les données manquantes sont à compléter. |                  |                                           |                     | |

## Démographie
| 1962  | 1968  | 1975   | 1982   | 1990   | 1999   | 2006   | 2011   | 2012   |
| ----- | ----- | ------ | ------ | ------ | ------ | ------ | ------ | ------ |
| 7 478 | 9 905 | 10 182 | 13 304 | 14 638 | 16 151 | 18 309 | 19 587 | 19 749 |